# Василий Максимов
Вижте пояснителната страница за други личности с името Максимов.
Василий Максимович Максимов е руски живописец, жанрист, передвижник. Посвещава творчеството си главно на изобразяване на различни моменти и чувства в живота на селското население.

## Детство
Василий Максимов е роден на 17/29 януари 1844 г. в село Лопино, Петербургска губерния, в селско семейство. Родителите на момчето са единствените грамотни хора в селото и Василий рано се научава да чете. На 6-годишна възраст губи баща си и майка му го изпраща в манастирското училище, а след това и като послушник в Николаевския манастир. Там, в дома на йеромонах Антоний Бочков, момчето чете произведения на Николай Гогол, Иван Крилов, Плутарх, научава стиховете на Александър Пушкин. Когато навършва 10 години, майка му също умира.
Няколко години по-късно, пътувайки върху каруца със сено, брат му го завежда в Санкт Петербург, където Василий постъпва в иконописно ателие на Пошехонов. Там обучението е жестоко и става само с бой и юмруци. Максимов бързо го напуска и се премества в ателието на иконописеца К. Яригин. Новият преподавател му забранява да чете книги и, когато ги намери, ги гори. Въпреки това момчето остава при него цели 5 години, тъй като учителят му позволява да посещава рисувалното училище при Технологическия институт, в което го приемат директно в трети клас. За да се издържа Василий рисува икони и портрети на местни търговци и богаташи.

## Младост
През януари 1863 г. Максимов постърва като слушател в Императорската художествена академия. Там се проявява като талант в много области – пее, пише стихове, участва в театрални спектакли, увлича се по офорт и дърворезба. Оказва се много талантлив ученик и минава целия академичен курс за 3 години. Учи заедно с Константин Савицки, Василий Поленов, Иля Репин.
През 1863 г. „Групата на 14-те“, випускници на Академията, избани да участват в конкурса за голям златен медал, се разбунтува, учениците отказват да се състезават за тази награда и напускат академията. По-късно Максимов, по идейни съображения, постъпва по същия начин. Това го лишава от задгранична специализация, след завръщането от която има право да получи званието професор.
Художникът избира призванието да се посвети на повествованието и живота на руските селяни, които чувства много близки. Докато е в Академията рисува картина „Болното дете“ (1864), за която е удостоен със златен медал, на основание „ярък израз на чувства“.
Под влияние на бунтовническите настроения младите художници започват да организират свои сдружения (артели), на принципа на комуната. Пръв инициатор за създаването на такава организация е Иван Крамской, събрал в нея колегите си, които демонстративно напускат академията. През 1864 г. Максимов става член на Художествения артел, оглавяван от Пьотър Крестоносцев. Организацията е създадена подобно на артела на Иван Крамской, но не просъществува дълго – само една година. Членовете на артела се наемат да рисуват всичко – жанрови сцени, портрети, иконостаси, гравюри, даже копия от картини.
В този период, както и останалите членове на артела, Максимов рисува картини от бита на средната класа – „Малката кокетка“ (1864), „Семеен чай“ (1865). В „По примера на възрастните“ (1864) художникът представя 15-годишен младеж, който бърза да изпие чашата вино, оставена от възрастните, докато не са го видели. Заедно с това продължава да развива и селската тема – „Селско момиче“ (1865), „Глава на селянин“, „Портрет на старец“ и други.
През 1866 г. Максимов завършва Академията със звание класен художник ІІІ степен. Заминава за с. Шубино, Тверска губерния, и започва работа като учител по рисуване в имението на Голенищеви-Кутузови.
През лятото на същата година, завръщайки се в Петербург, пътува по Волга и заплаща храната и билета си до Астрахан, като рисува портрет на майката на управляващия пристанището. Пътуването оставя много ярки впечатления за красотата на реката, за околните села и градове и изобилието от интересни народни типажи. Това затвърждава решението му да посвети живописта си на измъчените селски труженици. Рисунките, които прави по Волга, не са се съхранили.
Веднага щом се връща в Петербург, художникът събира вещите си и заминава за село Лупино. Там рисува картината „Бабини приказки“ (1867), показана на изложба на передвижниците на следващата година, която му носи премия от 500 рубли и е закупена от Павел Третяков за неговата галерия. За прототипи ползва образи на свои познати от селото.
Запознава се с Лидия Александрова, дъщеря на генерал Измайлов, която живее в съседското имение и скоро, на 29 януари 1868 г., двамата сключват брак. През целия му живот Лидия остава негова муза и съветничка. На нея той посвещава картината „Мечти за бъдещето“, за която съпругата му позира. За това платно художникът получава от Академията званието класен художник І степен.
Василий Максимов участва още в първата изложба на передвижниците и през ноември 1872 г. е приет в тяхната организация. Още тогава художникът посвещава цялото си творчество на бедния народ.

## Зрелост
Събитията през последните години изпълват художника с желание за работа и той с голямо вдъхновение продължава да създава платна на селска тематика – „Майчинство“ (1871), „Момче-механик“ (1871), „Девойка пред обора“ (1874).
Талантът на Максимов се разкрива най-ярко в платното „Пристигането на магьосник на селска сватба“ (1875). Работи по него в продължение на 4 години и довършва някои детайли когато вече то е закупено от Третяков. Картината е нарисувана по детските му спомени от сватбата на брат му. По време на празнуването в стаята влиза непознат, който не сваля шапката си в знак на уважение, а просто остава на прага. Тогава седящите наоколо гости решават, че това е магьосник. На картината е изобразена възрастна жена, която гостоприемно пристъпва към него и му поднася хляб, за да предпази младите от зла съдба. За изразителните типове на старците позират жители на селото. Самата картина е с големи размери и при рисуване художникът е силно затруднен от тясното си ателие. Многогодишният труд на Максимов му носи заслужена слава и картината е купена от Павел Третяков.
Почти веднага след това художникът създава платното „Семейна делба“ (1876), в което изобразява подялбата на имущество между двама братя. Единият е показан като користолюбив и алчен, а другият – като кротък и беззащитен. Творбата се появява като отзвук от активния процес на разпад на патриархалните устои и родовите гнезда в Русия. По стара традиция глава на фамилията е бащата или най-възрастният брат, но техният авторитет през годините започва бързо да намалява.
След тази картина художникът се установява за постоянно в Петербург и започва да посещава Ярошенковите съботи и събиранията у Дмитрий Менделеев. От 1870 г. се занимава главно с офорт и взима уроци от Иван Шишкин за да се усъвършенства в жанра. За една година в изданието „Художествен автограф“ са публикувани повече от 20 негови офорта. Няколко години след това обаче, художникът не показва нищо ново. През ноември 1878 г. Академията му присъжда званието академик за „отлично познаване на живописта“.
Продължителната работа над последните две големи и най-важни картини почти изчерпва запасите от творческа енергия на художника и го довежда до душевна депресия. Вече не взима четка в ръката си в продължение на няколко месеца, рядко пътува до селото и почти цялото си време прекарва в Петербург. За няколкото години след това рисува само малко на брой неголеми картини – „Кой е там?“ (1879), „Търговка“ (1881), „Утро“ (1881). Работа на съвсем друга тематика е картината „Мерене на дрехи“ (1878), в която изобразява забавна градска история –три жени шият свещеническа дреха и една от тях я мери. Публиката обаче остава безразлична към творбата.
През следващата година създава картината „Бедна вечеря“ (1879), която е приета топло от ценителите. Нуждата преследва художника през целия му живот, а семейството му расте, тъй като двойката има вече 4 деца – двама сина и две дъщери. През 1880 г. рисува „Търг заради просрочване“ (1880), за която прави 15 портретни етюда от натура. Недоимъкът го кара да продаде картината преди да е напълно готова. След година успява да я вземе от собственика и я прерисува наново.
След този период Максимов създава цяла поредица от картини, посветени на бедното селско население – „Бедна вечеря“ (1879), „Хляб на кредит“ (1883), „Слепият домакин“ (1884), „На своята межда“ (1891). В платното „Болният мъж“ (1883) художникът продължава близката до него тема за безнадежността в живота на селяните. Болният е изобразен на легло, а пред иконата е склонила глава скръбна женска фигура. Закупена е от Третяков от ХІ изложба на передвижниците.
През 1885 г. жената на Максимов получава като наследство имението „Любша“. Художникът с въодушевление се заема с възстановяването на старата сграда и на първия етаж разполага просторно, светло ателие. На следващата година, на ХІV изложба на передвижниците, показва картината си „Хлебен керван в Рибинск“, пейзажна панорама на крайбрежната улица и пристан с голям керван от плавателни съдове. Съдбата на тази творба е неизвеста и от нея са останали само няколко подготвителни етюда.
През същата година започва работа върху картината „Всичко е в миналото“ (1889), която заема особено място сред най-значителните му произведения. Пропита е с носталгия по отминалото време и очевидно продължава мотива на тургеневските „дворянски гнезда“. Изобразява сцена в аристократично старо имение, което напомня на пристигналите собственици за по-добрите, вече изчезнали, времена. Немощната, но величествена фигура на възрастна дама, изпълнена със спомени, действа още по-красноречиво, сравнявайки я с трогателния образ на старата селянка, която ѝ прави компания. Фонът, на който са разположени фигурите е от градината и сградата на имението „Любша“. Картината прави голямо впечатление и доста художници рисуват нейни копия. Това е и последната творба на художника, която му носи успех.
След завършването на тази картина Максимов отново изпада в депресия, с рядко творческо просветление. Понякога рисува нови, малки картини като „След обяда“ (1891), „Крещящата свекърва“ (1893), „Горски строеж“ (1893), „Надживял старицата“ (1896), „Отново буйство“ (1898). Отделя време и за работа с дърворезба.
През 1898 – 1899 Максимов създава серия пейзажни етюди от места, свързани с живота на Пушкин. За посветения на поета юбилеен албум, художникът рисува 12 необичайно поетични маслени пейзажа – стълбата към гроба на предците на Пушкин, пътя към Светогорския манастир и други.

## Последни години
Последните две десетилетия от живота на художника са изпълнени с тъга и недоимък. Както преди той рисува сюжети от селския живот, но след передвижниците идват нови художници, с нови теми и интереси. Максимов вече почти не намира нито поръчки, нито купувачи за картините си.
През 1880-те, по време на пътуване из страната, Максимов пада в река Волхов и прекарва дълго време в студената вода. Оттогава здравето му се влошава и той често боледува. Художникът се разорява съвсем, постоянната бедност го потисква и в Петербург семейството се мести в по-евтино жилище. Болестите и нищетата подкопават духа му, той все по-често изпада в депресии и все по-често пие с приятели. Почти единствен вариант за приходи остават копията, които прави на стари свои творби. На най-търсената си картина „Всичко е в миналото“ рисува 42 копия. Нова своя работа представя на ХVІІІ изложба на передвижниците – „С диплома“(1890).
На изложба на передвижниците през 1891 г. показва етюди от Псковско-Печорския манастир и околностите му. На следващата година излага още два псковски етюда – „При царските двери“ и съборната пещерна църква в манастира. През 1904 следва серия от пейзажи, рисувани при посещението му в Полша, където живее дъщеря му Лидия. Художникът участва в изложбите на передвижниците почти до самата си смърт – за последен път през 1906 г.
През 1907 г. Академията отпуска пенсия на художника от 49,50 рубли. Малко преди смъртта си Максимов започва работа по платното „Неделна прошка“, но не успява да го завърши. Като подготовка за него има време само да нарисува няколко етюда и да наеме обширно ателие в Академията за замислената голяма творба. Срокът за наема обаче скоро изтича и се налага да премести огромното платно в тясна стая, където се работи много трудно. Отчаянието, безсилието, обидата, бедността, блестите и изтощението го унищожават и той умира на 18 ноември/1 декември 1911 г. в Санкт Петербург. Погребан е в Василевския църковен двор. През 1957 г. на гроба му е поставен нов паметник.